# یونیفای
یونیفای (انگلیسی: Unify) شرکت سخت‌افزار آلمانی است، که در سال ۲۰۰۸ تأسیس شد.